# Cleisostoma schneideri
Cleisostoma schneideri är en orkidéart som beskrevs av Choltco. Cleisostoma schneideri ingår i släktet Cleisostoma, och familjen orkidéer. Inga underarter finns listade i Catalogue of Life.